# Flurfunk
Flurfunk ist ein umgangssprachlicher Ausdruck für den informellen Informationsfluss innerhalb eines Unternehmens, eines Verbandes oder einer Behörde.
Der Begriff bezeichnet eine spezielle Form des formlosen Informationsflusses: Auf einem Flur verbreiten sich Informationen durch dort geführte Gespräche im lose verketteten Dialog oder ungerichtet wie über Rundfunk. Die Weitergabe der Informationen erfolgt nicht nur zwischen den Gesprächspartnern, sondern auch ungeplant über zufällig Anwesende und Mithörende in nahe gelegenen Büros mit geöffneten Türen. 
Der Flurfunk ist im Unternehmen ein wichtiger Faktor der Informationslogistik. In der Methode der relationalen Koordination ist dieses Verfahren in verschiedenen Arbeitsumgebungen produktiv einzusetzen.
Als Gegensatz ist die geplante interne Kommunikation, etwa über Aushänge an schwarzen Brettern oder ein Intranet, zu nennen.